# Bisbat de Port Elizabeth
El bisbat de Port Elizabeth (anglès:  Diocese of Port Elizabeth, llatí: Dioecesis Portus Elizabethensis) és una seu de l'Església Catòlica a Sud-àfrica, sufragània de l'arquebisbat de Ciutat del Cap. L'any 2013 tenia 111.200 batejats sobre una població de 2.985.000 habitants. Actualment està regida pel bisbe Vincent Mduduzi Zungu, O.F.M.

## Territori
La diòcesi comprèn part de la província del Cap Oriental a Sud-àfrica.
La seu episcopal és la ciutat de Port Elizabeth, on es troba la catedral de Sant Agustí.
El territori s'estén sobre 71.828  km², i està dividit en 43 parròquies.

## Història
El vicariat apostòlic del Cap de Bona Esperança i dels territoris adjacents va ser erigit el 8 de juny de 1818, sent la primera circumscripció eclesiàstica a Sud-àfrica, sobre territori que prèviament formava part del bisbat de São Tomé e Príncipe (costa nord-oest del Cap de Bona Esperança) i de la prelatura territorial de Moçambic (avui l'arquebisbat de Maputo) (costa est del Cap de Bona Esperança) i (costa nord-oest del Cap de Bona Esperança). L'any 1806 el territori sud-africà depenia del vicariat apostòlic d'Anglaterra. El vicariat apostòlic tenia jurisdicció sobre Sud-àfrica, sobre Madagascar i sobre Maurici.
L'erecció del vicariat apostòlic va ser sobre el paper, però sense tenir conseqüències pràctiques. El 1819, mitjançant els breus de l'11 de març i del 4 d'abril, tot el territori del vicariat passà sota la jurisdicció del vicariat apostòlic de Maurici (avui bisbat de Port-Louis).
El 6 de juny de 1837, mitjançant el breu Ex munere del Papa Gregori XVI s'erigí el vicariat apostòlic del Cap de Bona Esperança, prenent el territori del vicariat apostòlic de Maurici.
El 30 de juliol de 1847 cedí una porció del seu territori per tal que s'erigís el vicariat apostòlic del Cap de Bona Esperança, Districte occidental (avui arquebisbat de Ciutat del Cap), i paral·lelament modificà el seu nom pel de vicariat apostòlic del Cap de Bona Esperança, Districte oriental.
El 15 de novembre de 1850, el 4 de juny de 1886, el 12 de juny de 1923 i el 20 de febrer de 1929 cedí noves porcions de territori per tal que s'erigissin, respectivament, els vicariats apostòlics de Natal (avui arquebisbat de Durban) i de Kimberley a Orange (avui bisbat de Kimberley), de la prefectura apostòlica de Gariep (avui bisbat d'Aliwal) i de la  missió sui iuris de Queenstown (avui diòcesi).
El 13 de juny de 1939 canvià el nom pel de vicariat apostòlic de Port Elizabeth.
L'11 de gener de 1951 el vicariat apostòlic va ser elevat a diòcesi mitjançant la butlla Suprema Nobis del Papa Pius XII.

## Cronologia episcopal
- Patrick Raymond Griffith, O.P. † (8 de juny de 1837 - 30 de juliol de 1847 nomenat vicari apostòlic de Cap de Bona Esperança, Districte occidental)
- Aidan Devereaux † (27 de desembre de 1847 - 11 de febrer de 1854 mort)
  - Michael Jones † (26 de setembre de 1854 - ?, renuncià) (bisbe electe)
  - Edward McCabe † (30 de gener de 1855 - ?, renuncià) (bisbe electe)
- Patrick Moran † (19 de febrer de 1856 - 3 de desembre de 1869 nomenat bisbe de Dunedin)
- James David Ricards † (13 de gener de 1871 - 30 de novembre de 1893 mort)
- Pietro Strobino † (30 de novembre de 1893 - 1 d'octubre de 1896 mort)
- Hugh McSherry † (1 d'octubre de 1896 - 15 de desembre de 1938 jubilat)
- James Colbert † (13 de juny de 1939 - 9 de desembre de 1948 renuncià)
- Hugh Boyle † (9 de desembre de 1948 - 18 de juliol de 1954 nomenat bisbe de Johannesburg)
- Ernest Arthur Green † (19 d'abril de 1955 - 27 de desembre de 1970 renuncià)
- John Patrick Murphy † (6 de maig de 1972 - 21 de març de 1986 jubilat)
- Michael Gower Coleman † (21 de març de 1986 - 20 d'agost de 2011 renuncià)
  - James Brendan Deenihan (20 d'agost de 2011 - 2 de febrer de 2014) (administrador apostòlic)
- Vincent Mduduzi Zungu, O.F.M., des del 2 de febrer de 2014

## Estadístiques
A finals del 2013, la diòcesi tenia 111.200 batejats sobre una població de 2.985.000 persones, equivalent al 3,7% del total.
| any  | població | població  | població | sacerdots | sacerdots       | sacerdots       | sacerdots             | diaques | religiosos | religiosos | parròquies |
| ---- | -------- | --------- | -------- | --------- | --------------- | --------------- | --------------------- | ------- | ---------- | ---------- | ---------- |
| any  | batejats | total     | %        | total     | clergat secular | clergat regular | batejats por sacerdot | diaques | homes      | dones      |            |
| 1950 | 25.365   | 784.491   | 3,2      | 75        | 57              | 18              | 338                   |         | 52         | 568        | 16         |
| 1969 | 50.748   | 717.500   | 7,1      | 85        | 73              | 12              | 597                   |         | 39         | 563        | 39         |
| 1980 | 65.062   | 1.542.000 | 4,2      | 69        | 57              | 12              | 942                   |         | 22         | 375        | 45         |
| 1990 | 79.233   | 1.824.233 | 4,3      | 49        | 40              | 9               | 1.617                 | 5       | 13         | 230        | 45         |
| 1999 | 92.596   | 2.542.596 | 3,6      | 47        | 39              | 8               | 1.970                 | 5       | 14         | 172        | 44         |
| 2000 | 92.731   | 2.546.000 | 3,6      | 46        | 39              | 7               | 2.015                 | 5       | 13         | 167        | 44         |
| 2001 | 93.119   | 2.693.119 | 3,5      | 45        | 39              | 6               | 2.069                 | 5       | 11         | 157        | 44         |
| 2002 | 98.179   | 2.698.179 | 3,6      | 42        | 36              | 6               | 2.337                 | 4       | 9          | 175        | 44         |
| 2003 | 98.648   | 2.698.648 | 3,7      | 47        | 39              | 8               | 2.098                 |         | 10         | 164        | 44         |
| 2004 | 98.800   | 2.698.800 | 3,7      | 45        | 36              | 9               | 2.195                 | 14      | 11         | 158        | 44         |
| 2013 | 111.200  | 2.985.000 | 3,7      | 57        | 34              | 23              | 1.950                 | 29      | 25         | 111        | 43         |

## Temples destacats
- la catedral de Sant Agustí
- l'oratori de Port Elizabeth, que serveix com a parròquia de Santa Bernardeta a Walmenr